# Таіс Золотковська
Таіс Золотковська (нар. 25 серпня 1984, Харків) — українська письменниця.

## Біографія
Народилася у Харкові. Два роки – з 2000 по 2002 – жила в Ізраїлі. 
Має дві вищі освіти: Харківський національний університет внутрішніх справ (спеціаліст «Психологія», 2006 рік), Харківський національний університет імені В. Н. Каразіна (бакалавр «Філологія», 2007 рік).
У 16 років, під час навчання у релігійній єврейській школі в Ізраїлі, Таіс почала писати оповідання.
У 2009 році у письменниці з’явилася ідея видати книгу з оповіданнями та ілюстраціями-листівками, які можна легко вирвати з книги та надіслати поштою. 
Таіс оголосила конкурс, і серед більш, ніж 40 ілюстраторів, вибрала найкращі роботи. Самостійно організувала співпрацю з літературними редакторами, коректорами та друкарнями. 
У результаті, наприкінці 2009 року та у 2010 роках одна за одною вийшло три збірки оповідань з перфорованими сторінками-листівками «ФарФор», «МарМур» і «Місс Утка».
Книги було презентовано у Києві та рідному місті Таіс – Харкові, , . Загалом було продано понад 3000 екземплярів збірок.
У 2014 році Таіс взяла участь у Міжнародному письменницькому марафоні Національний місячник написання роману (NaNoWriMo) і написала 50 000 слів для нової книги. Два роки письменниця працювала над першим романом «Лінія зусилля», який завершила у травні 2016 року. 
У 2016 році виходить перший роман «Лінія зусилля» — це три історії про боротьбу за щастя. 
Події відбуваються в сучасній Україні. У книзі переплетені кілька сюжетних ліній. Закоханий підліток Герман бореться з нападами агресії. Його мати Ханна, яка пожертвувала кар’єрою заради сім’ї, знаходить сили стати собою. І розчарована Віра, ховаючись від невдалих стосунків з близькими людьми, повертається в рідне місто матері. Кожному з героїв необхідно докласти зусилля, щоб поліпшити своє життя.
У романі присутній ЛГБТ-акцент, що розкриває проблематику одностатевих стосунків між жінками.  
У 2018 році українське видавництво «Моноліт» видає першу дитячу ілюстровану книжку Таіс – «Ай-кім: морозиво для Лесі». У цьому ж році виходить дитяча книжка-картинка «Чотири зуби», Ранок (видавництво, Харків)
Це історія для дорослих і дітей з кольоровими ілюстраціями та захопливим сюжетом. Ця книга про морозиво, про різні його види та смаки, але й про значно більше. Про дружбу, підтримку, чесність та відкритість в спілкуванні з дитиною. І про собаку Ласку, звичайно ж, яка товстішає від сторінки до сторінки.
Того ж року українська література поповнюється нон-фікшен книгою письменниці – «Пиши. Легкий шлях від ідеї до книжки». 
Це творчий, інтерактивний та практичний путівник дорогами креативного письма. Ви дізнаєтеся, як розвинути талант, удосконалити письменницькі уміння та навички.
У цей продуктивний період Таіс працює над новим романом під назвою «Задержпром'я» та збіркою есеїв про письменство та природу "Писати як дихати". 
У липні 2015 року Таіс організувала Клуб Анонімних Авторів у Харкові. Клуб об’єднує людей, які роблять перші кроки у письменництві. Зустрічі поєднують у собі лекції та практики Таіс з креативного письма, читання творів учасників, обговорення проблем, з якими вони стикаються під час роботи над текстами. 
Всього відбулося понад 100 засідань Клубу Анонімних Авторів. За цей час учасники клубу написали декілька романів та більше сотні оповідань. Перше виїзне засідання Клубу Таіс Золотковська провела у Києві, де виступила з лекцією «Дитячі спогади як джерело натхнення». 
У 2017 році Клуб Анонімних Авторів став громадською організацією. Починаючи з цього ж року, Анонімні Автори провели інтенсиви з творчого письма у шести містах України: Київ, Львів, Дніпро, Одеса, Харків та Житомир. На цих заняттях Таіс викладала за авторською програмою.
З 2018 Клуб Анонімних Авторів відкрився у різних містах України. Це безкоштовні зустрічі для авторів, які проводяться за матеріалами Таіс. Зустрічі тривають у Вараші, Полтаві, Львові, Запоріжжі, Харкові, Дніпрі, Ніжині, Києві, Кам'янці-Подільскому, Тернополі, Винниках, Кременчуці, Житомирі, Миколаєві, Хмельницькому, Одесі, Івано-Франківську, Луцьку, Вінниці, Кропивницькому, Кривому Розі. 
У 2019 році Таіс відкрила письменницьку резиденцію «Дім Автора» [Архівовано 14 березня 2022 у Wayback Machine.] на острові Закінтос, Греція. Резиденцію відвідав письменник Сергій Жадан, художник Гамлет Зіньківській та інші митці з України, Швейцарії, Англії, Франції, Польщі.
У 2021 році виходить з друку дитяча книжка «Таємне життя Рудика», роман «Несезон» та книга есеїв/воркбук «Писати як дихати».
Роман-медитація "Несезон" отримав міжнародну відзнаку на літературному конкурсі "Коронація Слова - 2021". 